# シネフィル
シネフィル（cinéphile）とは映画通、映画狂を意味するフランス語。「cinéma」（映画）と「phil」（「愛する」という意味の接尾辞）をもとにした造語である。

## シネフィルを描いた作品
- 映画「シネマニア」（2002年） - アンジェラ・クリストリーブ & スティーヴン・キヤク監督のドキュメンタリー。ニューヨークの5人の男女の「映画ばかり見て暮らす日常」が描かれる。
- 「ドリーマーズ」（2003年）- ベルナルド・ベルトルッチ監督による1968年の5月革命の前夜を舞台とした、フランス人の双子とアメリカ人留学生によるシネフィル生活が描かれている。
- 「映画大好きポンポさん」（2017年） - 杉谷庄吾【人間プラモ】による日本の漫画と同作を原作とした映画。映画製作を題材にしており、英題が「POMPO:THE CINEPHILE」